# Cotesto
Il cotesto o co-testo è composto dal testo che precede e segue una unità linguistica.
Ad esempio, il cotesto di un lessema è composto dalle parole scritte prima e dopo di esso, mentre il cotesto di un fonema è la parola in cui appare. Il cotesto è anche utilizzato in linguistica computazionale, nell'analisi delle concordanze, per contestualizzare la forma oggetto dell'analisi. La parola-chiave è difatti visualizzata all'interno della frase intera, che serve da riferimento e aiuto per l'operatore. In questo caso, il cotesto può essere composto da un numero fisso di parole.